# Jorge Garcia
Jorge Garcia (født 28. april 1973 i Omaha, Nebraska) er en amerikansk komiker og skuespiller. Han kom første gang for alvor i offentlighedens lys som Hector Lopez i Becker, og senere i tv-serien Lost som Hugo "Hurley" Reyes. Han optræder også med stand-up.

## Udvalgt filmografi

### Film
- Raven's Ridge (1997) - Monty
- Tomorrow by Midnight (1999) - Jay
- King of the Open Mics (2000) - Meatloag
- The Slow and the Cautious (2002, kortfilm) - Teddy
- Tales from the Crapper (2003) - Raccoon Head
- Our Time Is Up (2004) - Gardener
- The Good Humor Man (2005) - Mt. Rushmore
- Little Athens (2005) - Pedro
- Deck the Halls (2006) - Wallace

### Tv-serier
- Spin City (2001) - Cabbie
- Columbo: Columbo Likes the Nightlife (2003) - Julius
- Becker (2003–04) - Hector Lopez
- Curb Your Enthusiasm (2004) - Drug dealer
- Lost (2004–2010) - Hugo "Hurley" Reyes
- How I Met Your Mother (2010, 2014) - Steve "The Blitz" Henry
- Hawaii Five-0 (2013–20) - Jerry Ortega